# Natalia Grossman
Natalia Grossman (* 22. Juni 2001 in Santa Cruz, Kalifornien) ist eine US-amerikanische Sportkletterin. Sie ist vor allem in der Disziplin Bouldern erfolgreich, in der sie dreimal den Gesamtweltcup gewann und 2021 Weltmeisterin wurde.

## Karriere
Grossman begann mit sechs Jahren in Santa Cruz, Kalifornien zu klettern, wo sie bereits nach wenigen Monaten für das amerikanische Nationalteam USA Climbing an Wettkämpfen teilnahm. Mit 14 Jahren zogen sie und ihre Familie nach Boulder, Colorado, um dort im Team ABC unter Robyn Erbesfield-Raboutou zu trainieren. Grossman nimmt bei Wettkämpfen in den Disziplinen Lead und Boulder teil. 2019 wurde sie beim Boulder-Weltcup in Vail, USA siebte. 2021 gewann sie in Salt Lake City ihre ersten zwei Weltcup-Goldmedaillen. Damit ist sie die Erste seit 2018, die in einem Boulder-Weltcup gegen Janja Garnbret gewinnen konnte. 2021 wurde Grossmann Weltmeisterin im Bouldern und Vizeweltmeisterin im Lead. Zudem gewann sie den Gesamtweltcup im Bouldern und wurde Zweite in Lead. Seit 2021 steht sie regelmäßig auf dem Weltcup-Podium.
Grossman klettert hauptsächlich in Wettkämpfen. Aufgrund der abgesagten Wettkämpfe wegen der Covid-Pandemie wagte sie sich im Jahr 2020 nach draußen, wo sie vier Fb. 8b/V13-Boulder und eine 8c-Route kletterte.
Am 24. Juni 2022 gewann sie die Goldmedaille beim Boulderweltcup in Innsbruck und den Boulder-Gesamtweltcup 2022.
Im Oktober 2023 gewann sie die Panamerikanischen Spiele in der Kombination und qualifizierte sich somit für die Olympischen Spiele in Paris. Dort belegte sie den elften Platz.
Im Jahr 2024 konnte sie, mit dem Boulderweltcup in Salt Lake City und Prag, zwei Weltcups gewinnen. Zudem gewann sie den Gesamtweltcup im Bouldern.

## Erfolge (Auswahl)

### Wettkampfklettern
- Weltmeisterin 2021 (Boulder)
- Vizeweltmeisterin 2021 (Lead)
- 1. Platz Weltcup-Gesamtwertung 2021, 2022, 2023 und 2024 (Boulder)
- 2. Platz Weltcup-Gesamtwertung 2021 und 2022 (Lead)
- 1. Platz Panamerikanische Spiele 2023 (Kombination)

### Boulder
- Wheel of Fortune (Fb. 8b/V13) – Mai 2020 – Rocky Mountain, USA
- Jeremiah Low (Fb. 8b/V13) – Mai 2020 – Rocky Mountain, USA
- The Shining (Fb. 8b/V13) – Mai 2020 – Rocky Mountain, USA
- Freaks of the Industry (Fb. 8b/V13) – Juli 2020 – Rocky Mountain, USA

### Felsklettern
- Positive Vibrations (8c/5.14b) – Mai 2020 – Clear Creek, Colorado, USA